# Рольф Мюцельбург
Рольф Мюцельбург (нім. Rolf Mützelburg; 23 червня 1913, Кіль — 11 вересня 1942, Північна Атлантика) — німецький офіцер-підводник, капітан-лейтенант крігсмаріне. Кавалер Лицарського хреста Залізного хреста з дубовим листям.

## Біографія
1 квітня 1932 вступив на флот. Служив на міноносцях. У жовтні 1939 року переведений в підводний флот і після перепідготовки направлений на підводний човен U-100, яким командував Йоахім Шепке. З 10 червня по 29 листопада 1940 року командував навчальним підводним човном U-10. 18 лютого 1941 року призначений командиром підводного човна U-203, на якому зробив 7 походів (провівши в морі загалом 226 днів) в Атлантику і до Американського узбережжя. Після повернення з плавання призначений 1-м офіцером Адмірал-штабу в штабі командувача підводним флотом, а 11 вересня 1942 року знову прийняв свій човен, який перебував на захід від Гібралтару. Загинув внаслідок нещасного випадку: під час купання він вдарився головою об власний човен і помер від отриманої травми.
Всього за час військових дій потопив 19 кораблів загальною водотоннажністю 81 961 брт і пошкодив 3 кораблі водотоннажністю 17 052 брт.

## Звання
- Кандидат в офіцери (1 квітня 1932)
- Кадет (4 листопада 1932)
- Фенріх-цур-зее (1 січня 1934)
- Обер-фенріх-цур-зее (1 вересня 1935)
- Лейтенант-цур-зее (1 січня 1936)
- Оберлейтенант-цур-зее (1 жовтня 1937)
- Капітан-лейтенант (1 січня 1940)

## Нагороди
- Медаль «За вислугу років у Вермахті» 4-го класу (4 роки; 15 серпня 1936)
- Нагрудний знак підводника (1 липня 1941)
- Залізний хрест 2-го і 1-го класу (1 липня 1941) — отримав 3 нагороди одночасно.
- Тричі відзначений у Вермахтберіхт
  - Підводні човни під командуванням капітан-лейтенанта Мюцельбурга, капітан-лейтенанта Бауера та оберлейтенанта-цур-зее Шюлера особливо відзначились у битві за Атлантику. (30 липня 1941)
  - В успіхах німецьких підводних човнів біля узбережжя США особливо відзначився підводний човен під командуванням капітан-лейтенанта Мюцельбурга. (20 квітня 1942)
  - Капітан-лейтенант Рольф Мюцельбург, командир підводного човна, кавалер Лицарського хреста з дубовим листям, втратив життя під час патрулювання. Підводний човен втратив видатного командира та успішного бійця. Човен продовжує патрулювання під командуванням старшого вахтового офіцера. (15 вересня 1942)
- Лицарський хрест Залізного хреста з дубовим листям
  - лицарський хрест (17 листопада 1941)
  - дубове листя (№ 104; 15 липня 1942)